# Lavalleja
Lavalleja – urugwajski departament położony w południowo-wschodniej części kraju. Sąsiaduje z następującymi departamentami: na południowym zachodzie z Canelones, na zachodzie z Florida, od północy z Treinta y Tres, od zachodu zaś z Rocha, a od południa z Maldonado.
Ośrodkiem administracyjnym oraz największym miastem tego powstałego w 1837 r. departamentu jest Minas.
Powierzchnia Lavalleja wynosi 10 016 km². W 2004 r. departament był zamieszkany przez 60 925 osób, co dawało gęstość zaludnienia 6,1 mieszk./km².